# Władysław Radwan (organista)
Władysław Radwan (ur. 2 grudnia 1922 w Wadowicach, zm. 14 listopada 1987 w Krakowie) – polski organista i nauczyciel.

## Życiorys
Władysław Radwan ukończył Gimnazjum im. Marcina Wadowity w Wadowicach. W zakresie gry na organach był uczniem Józefa Chwedczuka. Po zakończeniu II wojny światowej grał jako organista w Bazylice św. Michała Archanioła i św. Stanisława Biskupa w Krakowie (kościele na Skałce). Począwszy od roku 1949 (1950?), aż do śmierci był organistą w kościele Najświętszego Serca Pana Jezusa przy ulicy Mikołaja Kopernika 26 w Krakowie (bazylika mniejsza, jezuitów). W tym samym czasie został wykładowcą Archidiecezjalnego Studium Organistowskiego działającego przy Instytucie Liturgicznym, po jego utworzeniu w 1973 roku przez metropolitę krakowskiego ks. kardynała Karola Wojtyłę. Prowadził zajęcia z harmonii i z gry na organach. Współpracował m.in. z jezuitą Stanisławem Ziemiańskim i Marianem Machurą, organistą tynieckim i jednocześnie kierownikiem Studium Organistowskiego, w szczególności przy harmonizacji pieśni kościelnych i psalmów. 
Zmarł 14 listopada 1987 roku przy organach w krakowskiej bazylice jezuitów. Został pochowany na cmentarzu Rakowickim w Krakowie.
Zachowały się po nim drobne polifoniczne utwory organowe, pisane prawdopodobnie jako ćwiczenia harmoniczne i kontrapunktyczne. Podczas drugiej podróży apostolskiej papieża Jana Pawła II do Polski w 1983 roku został powołany przez ówczesnego metropolitę krakowskiego w skład Komisji Muzycznej realizującej uroczystą oprawę liturgii beatyfikacyjnej Rafała Kalinowskiego i Alberta Chmielowskiego. 